# Pyrenaria diospyricarpa
Pyrenaria diospyricarpa là một loài thực vật có hoa trong họ Theaceae. Loài này được Kurz miêu tả khoa học đầu tiên năm 1873.